# Asystasia oppositiflora
Asystasia oppositiflora är en akantusväxtart som beskrevs av Cornelis Eliza Bertus Bremekamp. Asystasia oppositiflora ingår i släktet Asystasia och familjen akantusväxter. Inga underarter finns listade i Catalogue of Life.